# Gestetner Dávid
Gestetner Dávid (Csorna, 1854. március 31. – London, 1939. március 8.) magyar származású feltaláló, a stencilgép feltalálója.

## Életrajza
Gestetner Zsigmond és Gestetner Regina gyermekeként született Csornán. Elemi iskolái után nagybátyja üzletében dolgozott mészárosinasként. 17 éves korában elhagyta Magyarországot és Bécsben, a tőzsdén kezdett dolgozni. Feladatai közé tartozott, hogy a tőzsdei nap végén kimutatásokat és szerződéseket másoljon. Ez egy nagyon időigényes munka volt, hiszen minden példányt egyesével kellett megírni majd összehasonlítani az eredeti példánnyal, hogy a szöveg teljesen azonos legyen. A nyomdai sokszorosítás kis példányszám esetén nagyon költséges lett volna. Ekkor kezdett el gondolkodni egy gyorsabb, hatékonyabb sokszorosító módszeren.
Gestetner 1880-ban érkezett Londonba, itt kapott szabadalmat első találmányára a kerekes tollra. Ez a találmány lett a stencilgép elődje.

## A Gestetner féle stencilgép
A kerekes toll egy olyan szerkezet, melynek a hegyén egy apró fogakkal ellátott kerék található. Írás közben a papírt a kis fogak perforálták, ezzel, mint egy nyomó formát létrehozva. Ez a toll volt az alapja következő találmányának, a stencilgépnek. A perforált papírt eleinte egy faládába helyezte. Egy szöveten keresztül festékezve a perforált íven keresztülhatolt a festék, így a formára egy tiszta ívet helyezve, enyhe nyomás hatására megkapta a perforált ívvel azonos nyomatot. Ezt a fadobozt tekinthetjük az első stencilgépnek.
A sokszorosítás azonban nem volt igazán tökéletes az akkoriban forgalmazott papírok minősége miatt. Gestetner rájött, hogy ehhez a technológiához leginkább a hosszúszálú rostokból készült, viasszal bevont, úgynevezett kite papír a leginkább megfelelő. Az ilyen típusú papírra készült formákról már 1200 másolatot tudtak előállítani óránként, ahogy egy 1890-es években megjelent hirdetésben olvashatjuk. A maximum példányszám akár a 10 000 darabot is elérhette egyetlen formáról. Mindezt bármiféle nyomdai előkészítés nélkül.
Gestetner gépe ekkor már nem hasonlított egykori fadobozos elődjére. Két dobhengeren körbeforgó alulról festékezett selyem anyagra került a stencilforma. A forma alatt a festékezést már oldaldörzsöléssel ellátott hengerek is segítették, így a stencilforma festékezése még egyenletesebbé vált.

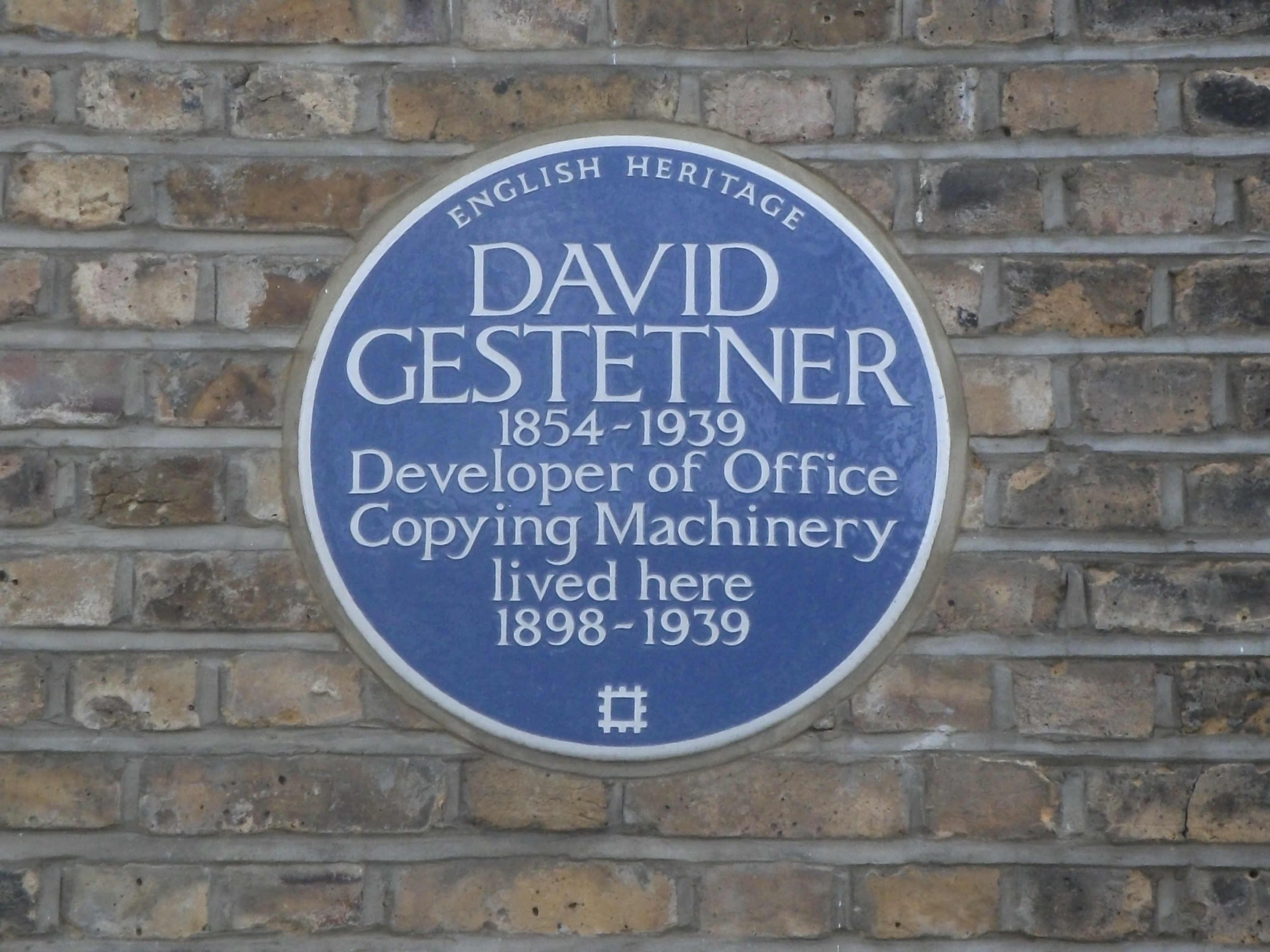
Kék emléktáblája egykori lakóháza falán, Londonban.

Az elektromosság és a villanymotorok megjelenésével a kézi meghajtású gép opcionálisan már elektromos meghajtással is megrendelhető lett. Kezeléséhez nem volt szükség különösebb nyomdai előképzettségre, hiszen a formakészítéshez is elég volt akár egy írógép vagy kerekes toll.
Gestetner szabadalmával majdnem egy időben, Amerikában Thomas Alva Edison is bejegyeztette az Autographic Nyomtatású szabadalmát. Ezt a találmányt tovább fejlesztve 1887-ben Albert Blake Dick védjegyeztette le Roneograph gépét. A fő különbség a két gép között az, hogy a Ronegraph egy hengert használt a forma festékezésére, Gestetner gépe ezzel szemben két dobot és festékező dörzshengereket is, így jobb festékezést elérve. A két gép működése első pillantásra nagyon hasonlított, ezért a két cég között a világháborúk közötti időben megállapodás jött létre. Ennek értelmében az AB Dick gépek forgalmazása kizárólag az Egyesült Államokban történt, míg a Gestetner cége Európában és a világ többi részén forgalmazta a gépeit. Volt olyan ország, ahol a Gestetner gépek piaci részesedése akár a 90%-ot is elérte.
1929-ben Gestetner felkéri Raymond Loewy formatervezőt, hogy tervezzen egy sokszorosító gépet a ”szépség, funkció, és egyszerűség” jegyében. Az ekkor 36 éves Loewy egy elegáns, fekete kagyló formájú gépet tervezett. Ez volt az első próbálkozás, hogy egy ipari gépet a formájával is vonzóbbá tegyenek. A siker beindította a fiatal tervező karrierjét is, aki ezek után olyan tárgyakat, formákat tervezett, mint a híressé vált Coca-Cola palack, Exxon és Shell logók, Lucky Strike, Frigidaire hűtőszekrények, Skylab űrállomás.

## Cégének története

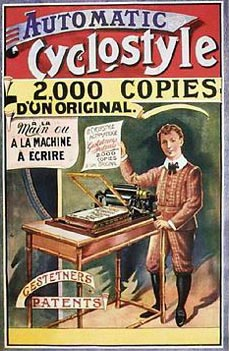
Gestetner cégének francia nyelvű hirdetése 1900 körül

1881-ben Londonban megalapította a Gestetner Company Cyclograph céget. Találmányát folyamatosan tökéletesítve 1906-ban London északi részén Tottenhamban létrehozta a stencilgépek, festékek, hengerek és a kerekes toll gyártására szakosodott üzemét. A sokszorosítógép egyre sikeresebbé vált, a gyár gyors ütemben fejlődött. Hamarosan nemzetközi fiókhálózatot hozott létre gépeinek forgalmazására. Az 1930-as évekre a gyár területe elérte a 11 hektárt, fénykorában pedig 6000 embert is foglalkoztatott.
Az 1970-es években egyre erőteljesebben jelentek meg a piacon a fénymásoló gépek. 1973-tól a Gestetener által alapított cég is forgalmazott szeléndobos, hagyományos papírral működő fénymásoló gépet. Ez időben kezdődött a stencilgépek fokozatos hanyatlása. A cégnek ebben az időszakban 52 leányvállalata volt világszerte, és 153 országban látta el a gépek forgalmazását és szervizelését. A cég a 20. század elején és közepén dinamikusan növekedett, felvásárlásokon keresztül is. A cég vezetését az alapító után fia, Sigmund Gestetner, majd az ő fiai David és Jonathan vették át. 1996-ban a Gestetner cégcsoportot a Japán Ricoh cégcsoport felvásárolta. Mára a cég egy nagy cégcsoport NRG Group tagjaként működik tovább, de a Gestetner márkanevet a termékek egy része a mai napig viseli. Fő tevékenységük jelenleg a digitális irodai sokszorosítógépek és rendszerek forgalmazása.

## Külső hivatkozások
- A Gestetner stencilgép története a www.magyarnyomdász.hu oldalon (magyar nyelven). (Hozzáférés: 2011. augusztus 21.)